# Fortaleza de São Sebastião do Castelo
A Fortaleza de São Sebastião do Castelo foi uma fortaleza localizada em posição dominante no antigo morro do Descanso, também conhecido como morro de São Januário, alto da Sé, alto de São Sebastião, ou simplesmente morro do Castelo, hoje desaparecido, no Centro da cidade do Rio de Janeiro, no Brasil. A fortaleza foi erguida em 1567 e demolida em 1922.

## História

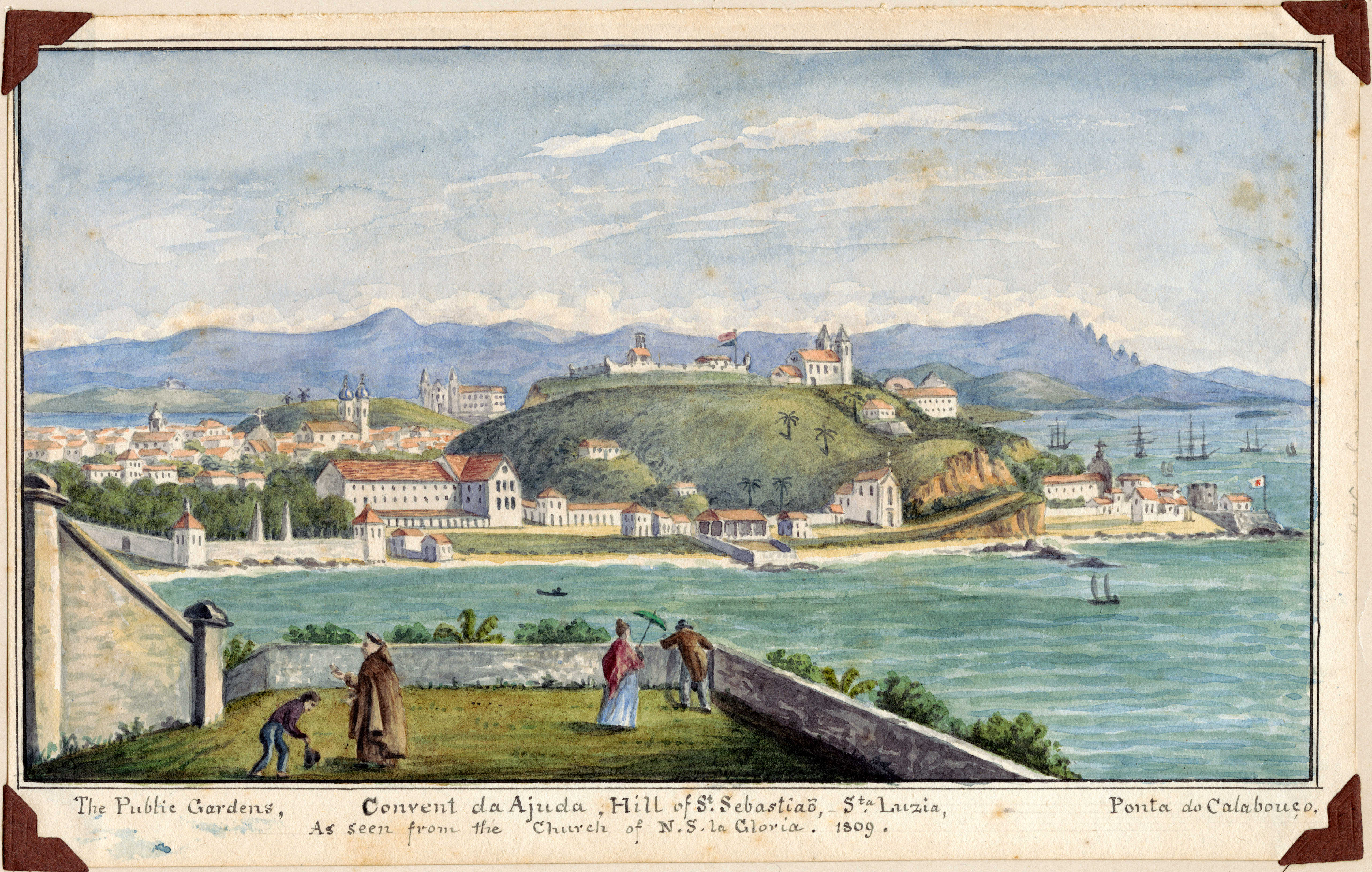
Morro do Castelo, com a Fortaleza e a Igreja de São Sebastião no topo, no canto direito o Forte de São Tiago, junto com a Igreja do Bonsucesso, e no canto esquerdo o Passeio Público, visto do terraço da Igreja da Glória, por Richard Bate em 1809.

A sua primitiva estrutura remonta à transferência da então cidade de "São Sebastião do Rio de Janeiro" do sopé do morro Cara de Cão para o alto do morro do Descanso (1567), quando o governador Mem de Sá (1567-1568) iniciou a construção de uma muralha para a defesa do núcleo urbano e de um reduto sob a invocação de São Januário (Reduto de São Januário, 1572), dominando o ancoradouro dos Padres da Companhia [de Jesus], depois largo do Paço, atual praça XV de Novembro, no centro histórico do Rio de Janeiro.
A seu respeito, Vivaldo Coaracy (1955) registrou:
"Derrubada a mata espessa que o vestia, aí construiu Mem de Sá os edifícios do Forte de São Sebastião, origem do nome que tomou o monte, (...). Cercou a cidade de muros e fosso, localizando-lhe as portas no local onde mais tarde foi o Beco da Música" (op. cit., p. 540-541)
Essas primitivas estruturas, trincheiras e muralhas em taipa de pilão, pedra e cal, estacada e entulho, foram reforçadas ao tempo do governador da capitania do Rio de Janeiro Cristóvão de Barros (1573-1575), dando ao morro do Descanso a denominação popular de morro do Castelo, só sendo concluídas, entretanto, ao tempo do primeiro governo de Martim Correia de Sá (1602-1608) (SOUZA, 1885:110). Esse conjunto defensivo encontra-se identificado no mapa de Jacques de Vau de Claye ("Le vrai pourtrait de Geneure et der cap de Frie par Jqz de vau de Claye", 1579. Bibliothèque Nationale de France, Paris), tendo como estruturas principais "le fort de hault" (o forte do alto), artilhado com duas peças, defendendo a enseada da Glória, uma bateria com uma peça, cobrindo o lado oposto (atual praça XV de Novembro), e "le fort de la [ilegível]", depois Forte de São Tiago da Misericórdia, artilhado com duas peças. Esta primitiva muralha da cidade, com um perímetro de 640 braças (1.408 metros), e o Forte de São Tiago, encontram-se cartografados por João Teixeira Albernaz, o velho ("Capitania do Rio de Janeiro", 1631. Mapoteca do Itamaraty, Rio de Janeiro).
Durante o segundo governo de Duarte Correia Vasques (1645-1648), foi levantada uma cortina, ligando a Fortaleza de São Sebastião ao Forte de Santiago, na ponta de São Tiago, depois Calabouço. Nessa cortina é que foram abertas as Portas da Cidade do Rio de Janeiro, na altura da rua da Misericórdia. Encontra-se representado, sem legenda, por João Teixeira Albernaz, o moço ("Aparência do Rio de Janeiro", 1666. Mapoteca do Itamaraty, Rio de Janeiro).
Quando da invasão do corsário francês Jean-François Duclerc (1671-1711), a Fortaleza de São Sebastião recebeu-o no antigo largo da Ajuda com uma carga de tiros de artilharia de pequeno calibre (Agosto de 1710). Reconstruída a partir de 1710 por determinação do governador da capitania, Francisco de Castro Morais (1710-1711), a sua artilharia foi reforçada com peças oriundas da Fortaleza de São João. Desse modo, ao tempo da invasão do corsário francês René Duguay-Trouin (Setembro de 1711), encontrava-se artilhada com apenas cinco peças (BARRETTO, 1958:228) de ferro e bronze de diferentes calibres, ao passo que o Reduto de São Januário contava com onze peças e o Forte de São Tiago com outras cinco. Desta vez, por ordens do mesmo governador, a fortaleza não ofereceu resistência ao invasor, sendo evacuada, juntamente com a cidade. Ainda sobre este episódio, uma fonte francesa coeva indica que esta fortificação se encontrava artilhada com dez peças.
Está identificada sob a legenda "A. Fortaleza de São Sebastião do Rio de Janeiro com suas obras feitas de novo", propondo um "B. Baluarte desenhado no sítio em que está a Sé", ("Planta da cidade de São Sebastião do Rio de Janeiro com suas fortificações", 1713. Arquivo Histórico Ultramarino, Lisboa; "Plano de Defesa do porto e cidade do Rio de Janeiro", 1713. Serviço Geográfico do Exército, Rio de Janeiro), de autoria do Capitão de Engenheiros francês Jean Massé, que após as invasões de corsários franceses em 1710 e em 1711, por determinação do rei D. João V (1705-1750), "em 1712 passou com o posto de brigadeiro ao Brasil para examinar e reparar as fortificações daquele Estado". (SOUZA VITERBO, 1988:154). Está representada nas "Plantas dos fortes de N. Sra. da Conceição e São Sebastião do Rio de Janeiro", c. 1714 (AHU, Lisboa), e "Planta da Fortaleza de S. Sebastião na cidade do Rio de Janeiro", 1730 (AHU, Lisboa) (IRIA, 1966:74). Figura como "Castello de S. Sebastião" na carta de André Vaz Figueira ("Carta Topográfica da Cidade de S. Sebastião do Rio de Janeiro", 1750. Mapoteca do Itamaraty, Rio de Janeiro), encomendada por Gomes Freire de Andrade para mostrar as obras de seu governo (1733-1763), e em projeto, anônimo, atribuído a José Custódio de Sá e Faria ("Plano da Cidade do Rio de Janeiro Capital do Estado do Brazil", 1769. Mapoteca do Itamaraty, Rio de Janeiro).
Sob os governos do Vice-rei D. Luís de Almeida Portugal (1769-1779) e do Vice-rei D. José Luís de Castro (1790-1801), a fortificação foi melhorada e ampliada.
No contexto da Devassa sobre a Inconfidência Mineira (1789-1792), à Fortaleza do Castelo, foi recolhido Vicente Vieira da Mota (contador de João Rodrigues de Macedo), degredado para o interior de Moçambique (JARDIM, 1989:183).
Desarmada provavelmente ao tempo do Período Regencial em 1831, a partir de 1895 abrigou uma Estação Semafórica, destinada à comunicação, por bandeirolas, da Fortaleza de Santa Cruz da Barra, do movimento de embarcações na barra da baía de Guanabara (SOUZA, 1885:110).
Desapareceu em 1922 com o desmonte do morro do Castelo, obra promovida pelo prefeito do então Distrito Federal, Carlos Sampaio (1920-1922), para dar lugar aos pavilhões da Exposição Internacional do Centenário da Independência.

## Características
Esta fortificação apresentava planta na forma de um polígono retangular com dois baluartes nos vértices protegendo o portão de acesso, um pequeno revelim externo defronte desse portão e outro, de maiores proporções, cobrindo a vertente da antiga praia do Cotovelo (ao final da rua da Misericórdia).